# Román György
Román György (Budapest, 1903. január 13. – Budapest, 1981. szeptember 1.)  magyar író, festőművész. Azon képzett festőművészek egyike, aki világlátása, érzékenysége folytán a naiv művészethez áll közel.

## Életútja
Budapesten született a Csengery utcában. Apja Roth Vilmos kereskedő (1897-ben magyarosította nevét Románra), anyja Fischer (1898-tól Elek) Janka. 1904-ben született egy húga, Ágnes. A Podmaniczky és a Dalnok utca sarkán laktak, többnyire a középréteghez tartozó családok szomszédságában.
1905-ben Nógrádverőcén nyaralt, napszúrást kapott, majd ezt követően agyhártyagyulladást, emiatt elveszítette hallását, de anyja hallatlan türelemmel és szeretettel újra megtanította beszélni. Hallása elvesztése után hosszú ideig naponta járt injekciókúrára. A túl hosszú kezelés siketségén nem javított, azonban idegei jóval érzékenyebbekké váltak. Ez a túlfűtött idegi érzékenység, és a testi gyengeség tudata nyomasztóan hatott rá. Legyengült fizikai állapotát ellensúlyozandó képzelgésekbe, ábrándozásba menekült. Az agyhártyagyulladás lába mozgatóidegeit is megtámadta, mindkét lábára megbénult. Nem fogadta el ezt az állapotot, hosszas és fájdalmas gyakorlással visszatért lábába az élet, hibátlanul és egyre gyorsabban tudott újra járni.
Közben a család nehéz helyzetbe került, mert  apja 1906-ban megfázott és tüdőbetegséget kapott, s bár később túljutott az életveszélyen, a jövőtől, a családfő elvesztésétől való félelem uralta ezentúl a család életét. 1909-ben beíratták a Felső-erdősori Elemi Népiskolába, de siketsége miatt magántanulóként végezte az elemi iskolát, minden év végén vizsgáznia kellett. 1910 szeptemberében református vallásúnak keresztelték. Nagybátyja, Elek Artúr révén, aki a Nyugat novellistája és kritikusa, keresztszülei Móricz Zsigmond és felesége, Holics Eugénia lettek.
Tüdejére érzékeny apjának pormentes magaslati levegőre volt szüksége, ezért 1913-ban felköltöztek a Rózsadombra, a Zárda utcába. Megváltozott a gyermek Román György környezete, kertes villában éltek a komor bérház helyett. Az Áldás utcai Elemi Iskola 4. osztályát a többi gyerekhez hasonlóan, átlagos körülmények között végezte el. 1914 nyarát Ungváron töltötte apja nővérénél, itt tanult meg jól úszni. A vézna gyerek állandó testgyakorlatokkal, tornával szívóssá, erőssé edzette magát. Ősszel apja bankkölcsönt vett igénybe, és kertes házat vásárolt az Apostol utcában. A ház középkori várkastélyhoz hasonló hangulata megragadta a gyermek fantáziáját, s nagy hatással volt később kibontakozó művészetére is.
Tizenhárom éves korában megszerette az olvasást, és olvasmányain keresztül kezdte jobban megismerni a külső világot, és annak objektív és tragikus történéseit. Legemlékezetesebb olvasmánya keresztapja, Móricz Zsigmond Szegény emberek című novellája. Különös előszeretettel olvasta a hírlapok gyilkossággal foglalkozó cikkeit is, és ezek, az újságok által tálalt történetek hívták fel a figyelmét arra, hogy a mindennapitól tragikusan eltérő esetek is vannak a világban. Olvasmányélményei hatására írni kezdett, „regényében” a betegségtől akarja megóvni a vele egykorú gyermekeket. Próbálkozását maga is kudarcnak érzi, ekkor, abban bízva, hogy a kép jobban áttekinthető, mint az írásmű, a festéssel próbálkozott.
Verekedő, bicskázó rablókat festett a papírra, de nem tudott megbirkózni egymagában az olajfestés nehézségeivel. Megérezte, ha művészi útját akarja megtalálni, azt csak az élet közelebbi megismerésével érheti el. A tanítási idő után csavargott, bejárta a Városligetet, Zuglót és előszeretettel kereste fel a vurstlit. Az őszirózsás forradalom napjaiban az örvendező katonákkal tartott, boldogan utazott a felvirágozott teherautókkal. Apja – a művészetkritikus Elek Artúr tanácsára – megvásárolta Uitz Béla nagyméretű tusrajzát, mely a művész feleségét varrás közben ábrázolja.
1919 nyarán megnézte a Köztulajdonba Átment Műkincsek Kiállítását, ekkor határozza el, hogy művész lesz. Ősszel azonban csaknem megbukott rajzból, nem tudott önállóan megbirkózni a technikákkal, ezért nagybátyja, Elek Artúr tanácsára egy rajztanárt fogadtak fel mellé, a fiatal Novotny Róbertet, aki lelkesen, elhivatottan tanította. Az egyik őszi estén borzadva látta hazafelé menet, hogy akasztott embereket himbál a szél az út melletti fákon. Ezután egy évig az Akácfa utcai szabad iskolában szorgalmasan tanult rajzolni, itt találkozott Derkovits Gyulával, Jándi Dáviddal, Czigány Dezsővel és Berény Róberttel. A következő évben sikeres érettségi vizsgát tett.
1921 októberében az Országos Magyar Királyi Képzőművészeti Főiskola festőszakán Réti István növendéke lett. Nagybátyja, átnézve rajzait, úgy vélte, hogy további tanulásra van szüksége, ezért beíratta Moritz Heymann akadémiai előkészítő rajziskolájába, így egy évet Münchenben töltött. Főiskolai tanulmányait folytatva 1924 nyarát és őszét Nagybányán töltötte, új festéstechnikáját itt alakította ki, vastagon alkalmazta az olajfestéket, és rajta kanyargósan „rángatta” az ecsetet.
1928-ban befejezte tanulmányait a Képzőművészeti Főiskolán. Ebben az évben Ágnes húga elhagyta az országot, előbb Kínába, majd az Amerikai Egyesült Államokba utazott, ott is telepedett le.
1930 végén elhatározta, hogy külföldre utazik, hogy festészeti tapasztalatokat szerezzen. Az utazáshoz pénzt kellett szereznie, ezért több hónapig „eladható” képeket próbált festeni. A következő év őszén módjában állt kipróbálni profi ökölvívó képességét, Bécsben és Berlinben vívott meccseket, s bár félt a kiütéstől, testi erejével és küzdőképességével sikereket ért el. Párizsból Bécsbe utazott, itt festette egyik jelentős képét Nagypolgári miliő címmel.
1932. április 17-én az Ernst Múzeumban közös gyűjteményes kiállítása nyílt Basch Edith, Dési Huber István, Fried Pál, Gergely Tibor, Réfi-Kády János festőművészekkel és Mikus Sándor szobrászművésszel. A kiállításon egyetlen képét sem tudta eladni. Ez év májusában, mivel apja tönkrement, kénytelenek voltak eladni a rózsadombi házat, és a Falk Miksa utcába költöztek. Apja azt tervezte, hogy Sanghajba utaznak, ahol rokonaik éltek, és ott vállalkozásba kezdenek. Ekkor Román György kitanulta egy Bezerédi utcai kisüzemben a csokoládédrazsé-gyártás technológiáját. Ezzel egy időben ökölvívó edzőnek képezte magát.
1932 őszén elindultak a Conte Rosso nevű olasz hajóval Triesztből, hogy Velencét, Brindisit, Port Szaídot, Bombayt, Ceylont, Szingapúrt és Hongkongot érintve megérkezzenek Sanghajba. 1933 áprilisában, megérkezésük után megindították a csokoládédrazsé gyártását, de a párás meleg nyárban a massza megromlott, a készáru megpenészedett, vállalkozásuk tönkrement. Ez év augusztusában apja hazaindult, mert gyenge tüdeje nem bírta a nehéz trópusi klímát. Ezután újra ökölvívással foglalkozott, megszerette a várost, a mulatókat, ahol táncosnőkkel ismerkedett, skicceket készített. Ősszel, a Tatsuta Maru nevű japán gőzössel Tokióba utazott, mert Yujiro Wotanabe boksz-iskolájába kapott ajánlólevelet.
1934 tavaszán értesítették, hogy Sanghajban a nagy élelmiszergyártó cég, a Bakerite szerződteti drazségyártásra, de vállalkozása ismét kudarcba fulladt. Decemberre nem volt más választása, vagy hazatér pénz nélkül, vagy visszamegy Tokióba. Úgy döntött, hogy az Asama Maru nevű japán gőzössel Tokióba utazik, újra tréningezni kezdett, de mérkőzésre már nem került sor, mert az 1936. február 26-ai fasiszta puccs miatt betiltottak minden sportmérkőzést és mulatságot. Áprilisban a President Grant nevű amerikai személyszállító gőzössel visszatért Sanghajba, itt festésből próbált megélni, sikertelenül, s nyomorgott. 1936 végén hazaindult.
1937 tavaszán ért haza, apja kereskedőből ügynökké degradálódott, anyját súlyos betegen találta. Újból „eladható” képek festésével próbálkozott, néhány szép japán és kínai tájat ábrázoló képet festett. Ebben az évben kialakult egy baráti kör, amelynek tagjai – Gábor Miklós, Bánki Zsuzsa, Ilosvay Katalin színművészek, Vincze Ferenc zeneszerző, Gergely Pál karmester – gyakran töltötték együtt a szabadidejüket. Gábor Miklóssal kötött barátsága életre szóló, sokat beszélgettek, együtt nyaraltak. Gábor Miklós cikkeket írt Román György művészetéről, gyakran nyitotta meg kiállításait. Ebben az évben apja villamossági boltjában dolgozott, emellett kezdte írni Betegségország vándora című könyvét. Ez a könyve posztumusz, 2003-ban jelent meg.
1938 elején reménytelenül szerelmes, s elkezdte írni Várkastély a hegytetőn című regényét. Ez év február 1-jén hosszú betegség után meghalt imádott édesanyja. 1940. február 26-án a második zsidótörvény hatálya alá esett, korlátozó igazolást kapott, és munkaszolgálatra alkalmasnak minősítették. 1942. március 29-én meghívottként a szocialista művészek csoportjával együtt állított ki a Magdolna utcai Vasas Székházban. A kiállítás „mindössze három napig volt nyitva, akkor a felzúdult fasiszta lapok cikkei nyomán bezárta a rendőrség”.
1944. február 20. - március 1. között első önálló kiállítása Hrabéczy Ernő festőművésszel az Alkotás Művészházban szakmai sikert aratott. 1944. április 25-én nagybátyja, Elek Artúr öngyilkos lett megkülönböztetett állampolgári mivoltának szégyene, a sárga csillag viselésének kötelezettsége miatt. Amikor novemberben kézhez kapta a munkaszolgálatos behívót, Pásztóra menekült, bujkált.
1945 januárjában a harcok befejezésében reménykedve, lesoványodva visszatért Budapestre. Február 5-én egy „svédházban” (Védett Házak) meghalt apja, Román Vilmos. Tetemét kétemeletnyi holttest közül kereste ki, majd egy szőnyegbe csavarva, ideiglenesen a Vígszínház mögötti üres telken temette el. Február végéig a Margit híd budai hídfője melletti késbolt hátsó raktárában bujkált szökött munkaszolgálatosként.
1945 tavaszán összegyűjtötte ismerőseinél elrejtett képeit, könyveit, kéziratait és visszaköltözött a Falk Miksa utcai lakásba. Újra írni és festeni kezdett. 1947. szeptember 20-án feleségül vette Orosz Erzsébetet, a hajdani gödöllői Horthy birtok intézőjének a lányát. Házasságukból 1948. július 9-én megszületett leánygyermekük, Katalin.

## Festői, írói munkássága '45 után
Festői, írói munkássága az 1940-es évek második felében termékennyé és sikeressé vált. 1947. november 16. és november 29. között gyűjteményes kiállítása nyílt a Képzőművészek Szabad Szervezetének helyiségében, melynek jó sajtóvisszhangja volt. 1950-ben megjelent első elbeszéléskötete, a Téli vadászat.
1951-ben kiadták első regényét, az Ázsiai kikötőt, amit a hivatalos kritika „kalandorregénynek” minősített. Szürrealisztikus színezetű írásai,  amelyek a magányról, a kirekesztettségről és a menekülésről szóltak lassan találtak megértésre. Elment a kedve a munkától, évekig nem írt, és ecsetet sem vett a kezébe. Állást kapott a Szépirodalmi Könyvkiadónál, a Magyar Klasszikusok sorozat korrektoraként. Házassága tönkrement, a Csáky utca 5-be költözött albérletbe. 1957-ben visszaköltözött családjához a közös lakásba, de feleségétől külön élt.
Az 1950-es évek közepétől újra alkotott. 1956-ban megjelent a Liliputok lázadása című elbeszéléskötete és elkezdett festeni is.
1958. augusztus 30. - szeptember 21. közt a Műcsarnok Kamaratermében önálló kiállítása nyílt, mely jelentős szakmai, s csekély anyagi sikert aratott. Ez év végén a Magyar Írószövetség szigligeti Alkotóházában töltött egy hónapot, itt írta a Szürke ház című regényét, melyet 1959-ben jelentettek meg.
1960 májusában önálló kiállítása nyílt a Magyar Távirati Iroda kiállító helyiségében. Ezekben az években kedvenc törzshelye a Luxor Kávéház. Gyakori vendég itt Galsai Pongrác író, Ajtai Andor, Benedek Tibor színművészek, Kellér Dezső, a híres konferanszié, Lajtai Lajos zeneszerző, Kassák Lajos festőművész és testi-lelki jóbarátja, Bokros Birman Dezső szobrászművész.
1961-ben kiadták a Krajcáros kalandorok című regényét. Ez évtől minden nyáron a Szigligeti Alkotóházban töltött két hetet, eleinte nagy méretű olajképeket festett. 1962-ben elvált feleségétől. Az Amerikai Egyesült Államokban élő húga parányi lakást vásárolt számára az V. kerületi Széchenyi utcában. Ide költözött lányával, s haláláig itt élt.
1963-tól a lánya által neki ajándékozott akvarell-készlettel, majd később a barátjától, Kende Mártától kapott készlettel olaj-pasztell vegyes technikával alkotta szigligeti tájképeit, csendéleteit. Ebben az évben jelent meg A magányból címmel önéletrajzi regénye, mely festészetének és írói alkotómunkájának kitűnő elemzése.
1966-ban technikát váltott, az ecset nyelével, később spachtlival hordja fel a farostlemezre vastagon a festéket. Később ezt azzal indokolta, hogy lányának sikertelen felvételije után akarta bebizonyítani, hogy más úton is el lehet érni ugyanazt a célt. Katalin megfogadta az útmutatást, bábszínész lett.
1967-ben kiadták az 1939-ben írt Várkastély a hegytetőn című regényét. December 8-ától december 31-éig a Fényes Adolf Teremben nyílt önálló kiállítása, melynek az eddigieknél nagyobb, elismerő sajtóvisszhangja volt. 1972-ben ismerkedett meg Ország Lili festőművésszel, akinek munkásságára már korábban felfigyelt, és nagyra értékelte festészetét. November 24. - december 10-éig a Fényes Adolf Teremben önálló kiállítása nyílt, melynek nemcsak kitűnő sajtója volt, hanem szakcikkek és elemzések is jelentek meg festői munkásságáról.
1973-ban megjelent A fekete hegyek lakói című könyve, és életművéért a Munka Érdemrend arany fokozata kitüntetést kapta. Ország Lili, akit lenyűgözött Román György világa, megismertette Vörösváry Ákos és Kolozsváry Ernő műgyűjtőkkel, akik több képet vásároltak tőle gyűjteményeikbe. 1975 márciusában válogatott képeiből önálló kiállítása nyílt Hatvanban, a Hatvany Lajos Múzeumban. 1978. április 14-étől május 7-éig a Műcsarnokban reprezentatív önálló kiállításának már vitathatatlan szakmai sikere volt.
1979-ben A magányból címmel Kende Márta rendezésében dokumentumfilmet készített róla a Magyar Televízió. 1980-ban Frank János művészettörténész könyvet írt Román György művészetéről, a kéziratot még olvasta, örült az elemző szakértő munkának, de megjelenését már nem érte meg.
1981. szeptember 1-jén agyvérzésben halt meg Budapesten.

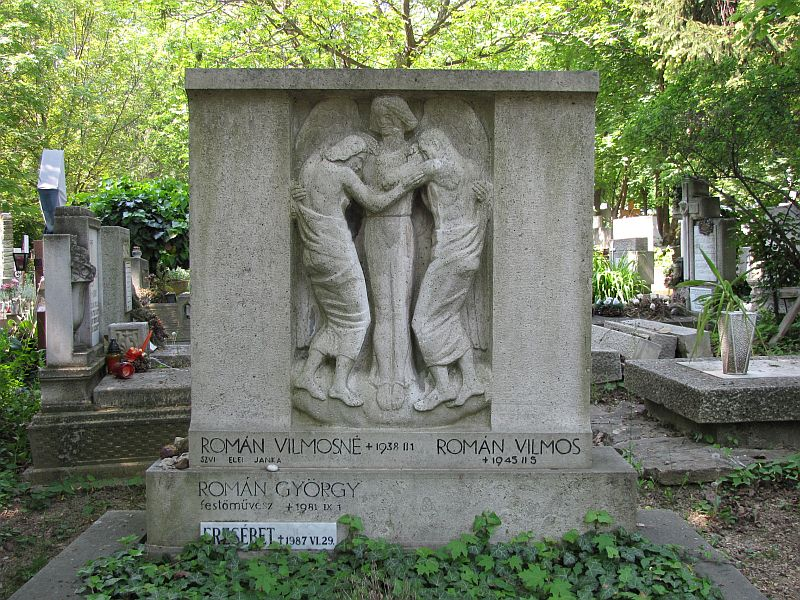
Román György és családjának sírja Budapesten. Farkasréti temető: 7/8-1-814/815.

## Kiállításai (válogatás)

### Egyéni
- 1932 Ernst Múzeum, (Dési Huber Istvánnal, Mikus Sándorral)
- 1943 és 1944 Alkotás Művészház, Budapest
- 1947 Képzőművészek Szabadszervezete, Budapest
- 1958 Műcsarnok kamaraterme
- 1960 Magyar Távirati Iroda (MTI)
- 1967, 1972 Fényes Adolf Terem
- 1975 Hatvany Lajos Múzeum
- 1978 Műcsarnok
- 1983 Műcsarnok
- 1983 Rátkai Művész Klub
- 1985 Győr
- 1988 Vigadó Galéria

### Csoportos
- 1945, 1946 : Ernst Múzeum
- 1947: Fővárosi Képtár, Ernst Múzeum
- 1948: Nemzeti Szalon, Fővárosi Képtár
- 1950, 1957: Műcsarnok
- 1960: Nemzeti Galéria
- 1962: Csók Galéria, szolnoki Damjanich János Múzeum
- 1964: Magyar Nemzeti Galéria, Budapest
- 1974: győri Xántus János Múzeum Képtára
- 1980: hatvani Hatvany Galéria
- 1981: Magyar Képzőművészeti Főiskola
- 1982: Műcsarnok
- 1985: Budapest Kiállítóterem

## Fontosabb festményei
- Álom (1946)
- Akasztás a cirkuszban (1927)
- Őszi József-városi álom (1930)
- Vörös légypapír Kieselbach.hu (1946)
- Járvány Kieselbach.hu (1947)
- Álomkompozíció (1959)
- Párizs (1966)
- Férges gyümölcsfa (1977)
- Lázvirágok (1979)
- A nagy légypapír  (1972)
- Patkányok [halott link](1972)
- Kuruc vitéz felpörkölt faluban a Balaton partján (1977)
- Gábor Miklós két fadarabbal siketnémáknak hegedül (1981)

A (szinte) teljes életmű megtekinthető Kolozsváry Marianna: Román György monográfiájában (Budapest : Román Gy. Alapítvány : POLGArt, 2001. Bevezetés, képaláírások angol nyelven is), ismertetése alább Kiadványok munkásságáról c. fejezetben.

## Írásaiból
- Téli vadászat (1950)
- Ázsiai kikötő (1951)
- Liliputok lázadása
- Szürke ház (1959)
- Krajcáros kalandok (1961)
- A magányból
- Várkastély a hegytetőn (1967)
- A művész nem feltaláló (1967)
- Betegségország vándora
- Huszonöt év történelem (1970)
- A fekete hegyek lakói (1973)

## Kiadványok munkásságáról
- 2001: Kolozsváry Marianna: Román György monográfia (Román György Alapítvány - PolgART Kiadó, Budapest)Bookline.hu

Kolozsváry Marianna: Román György monográfia, 326 oldalas reprezentatív színes művészettörténetileg feltárt kétnyelvű kiadvány.
Román György alkotóművészetét elemző tanulmány vezeti be a kötetet.
Festői motívum-rendszerének elemzéséhez rendezi a szerző a mondanivalóját.
Erősen támaszkodik a művész A magányból című önéletrajzi regényének önelemző megnyilatkozásaira. Részletesen kifejti az 1903–1981 között élt festőművész-író munkásságának élmény-jellegét, mely konkrét látvány, hangulat és szürrealisztikus álom egyaránt lehet.
Román György művészi világa öntörvényű, nem sorolható kategóriába. Gyermekkori siketségéből is adódó magánya ellenére kora légkörében élt, felfogta, érzékelte és ábrázolta az őt körülvevő világ ellentmondásait, visszásságait. Képein ezek felett ítélkezik, a "piszok ellen" küzd, azt akarja az emberek belsejében is, a külső világban is megsemmisíteni.
Részletes, adatszerű életrajzát 71 fekete-fehér fotó illusztrálja, majd az angol nyelvű tanulmány és biográfia után a 156 színes képoldal következik, kétnyelvű címleírással. Teljes oeuvre katalógust is tartalmaz az album, illusztráltan, 294 fekete-fehér kis alakú képpel, összesen 545 kép feltárását közli a teljesség igényével.
Lelkiismeretesen kutatott, szakszerűen rendezett, igényes monográfia ez a könyv Román György festőművész munkásságáról.
- 2006: Román György: Az én Balaton-vidékem (Képes emlékkönyv a művész halálának 25. évfordulójára)Bookline.hu

A nehéz és kemény hétköznapokat és drámai "nagyfestészetet" hátra hagyva ezek a képek Román György "mosolyai".
52 színes nyomtatott oldal, kartonált borítóján a művész Szeptember című festménye látható.
A művész leánya, Román Kati így ír erről:
Ajánlom ezt a könyvet mindazoknak, akik szeretik, ha egy festő, a táj, és egy-egy virágcsokor "rájuk mosolyog". Akik apámmal együtt, egy hideg téli napon, szeretnek visszagondolni a Balaton felett remegő forró levegőre, vagy a fák, a víz illatára, akiket örömmel tölt el, ha szemük előtt megjelennek a Balaton-felvidék jellegzetes hegyei. Képein át édesapám, Román György, a festő, segít nekik mosolyogni.